# Alonte
Alonte är en ort och kommun i provinsen Vicenza i regionen Veneto i Italien. Kommunen hade 1 614 invånare (2018).